# Svenska Muaythaiförbundet
Svenska Muaythaiförbundet - SMTF , är ett underförbund till Svenska Budo- och Kampsportsförbundet, och ingår genom detta specialidrottsförbund i Riksidrottsförbundet.
Svenska Muaythai Förbundet administrerar idrotten muaythai, också kallad thaiboxning, i Sverige. SMTF är medlem i IFMA, den idag största internationella thaiboxningsorganisationen, som jobbar för att göra muaythai till en olympisk sport. Förbundet är ansvarigt för tävlingar, regelverk, säkerhet, klubbadministration och för att sprida sporten och göra den synlig i Sverige.